# マンモハン・シン
マンモハン・シン（英語：Manmohan Singh、ヒンディー語: मनमोहन सिंह、パンジャーブ語: ਮਨਮੋਹਨ ਸਿੰਘ、1932年9月26日 - 2024年12月26日）は、インドの政治家、経済学者。第17代インド首相。

## 出自
1932年9月26日にパンジャーブ地方の西部（現在のパキスタン領）に位置するガー村でシク教徒の子として誕生する。インドとパキスタンが分離独立をすると、家族と共にインドのアムリトサルに移住した。
シンは貧しい環境で育ったため、貧困克服の手段を学ぶことで故郷への貢献を果たそうと経済学者を志す。そしてチャンディーガルのパンジャーブ大学で経済学を学び、1952年に学士、1954年に修士の学位をそれぞれ取得する。1955年にはイギリスのケンブリッジ大学セント・ジョーンズ・カレッジに留学。ここで彼は優秀な成績を収めた学生に送られる「アダム・スミス賞」と「ライト賞」を授与されている。また、通常は受験するのに3年間の課程が必要な最終試験も入学2年未満で受験して同大学の学位を取得した。さらにオックスフォード大学ナフィールド・カレッジでも学び、1962年に博士課程を修了してPh.D.を取得する。イギリス留学中に自らの世界観を形作る影響を受けた人物としてシンはジョーン・ロビンソンとニコラス・カルドアを挙げており、経済に介入する政府の役割を唱えて社会主義国の中国に傾倒していったロビンソンに影響されながらもカルドアを通じて資本主義とケインズ主義の両立を説く見解に至ったと述べている。

## 経済学者から政治家へ
インドに帰国してからは経済学者として活動し、パンジャーブ大学とデリー大学で経済学の教鞭を取る。同時に国際連合貿易開発会議（UNCTAD）に勤務していた期間もある。その後中央政府の官僚となり、インド外国貿易省とインド大蔵省でそれぞれ経済顧問として働き、さらに1976年から1980年までの期間にインド大蔵省の事務次官を務めた。それからも1982年から1985年までインド準備銀行（中央銀行）総裁、1985年から1987年まで経済計画委員会副委員長、1990年から1991年まで首相経済諮問委員会委員長を務めるなど、要職を歴任した。
1991年6月に国民会議派のナラシンハ・ラーオ政権で大蔵大臣に就任した。当時インドは経済危機に直面していたが、シンは首相のラーオとともに経済危機克服に乗り出し、今までインド政府が行ってきた社会主義的な計画経済の代わりに市場主義経済を導入した。そして多岐にわたる経済改革を推進し、産業ライセンス制度の撤廃や対内直接投資の規制緩和、国営企業の民営化などを行った。結果としてインド経済は危機を克服し、実質経済成長率も1991年には2.1%だったものが1996年には7.6%にまで伸び、中国に次ぐ経済発展に成功し、インドの財務大臣も務めたP・チダンバラムからは「インドの鄧小平」とまで称えられることとなった。この功績により、1997年には第2回日経アジア賞を受賞している。
また、1991年から上院議員も務め、1995年、2001年、2007年にそれぞれ再選している。インド人民党が政権の座にあり、国民会議派が野党だった期間には、1998年から2004年まで上院の野党院内総務を務めている。

## 首相
2004年のインド総選挙で国民会議派がインド人民党を破って第一党となると、国民会議総裁であるソニア・ガンディーがそのまま首相に就任するかと思われたが、イタリア生まれのソニアは自身が首相となるのを固辞し、代わりにシンを首相に指名した。この裁定により、シンはインド独立以来ヒンドゥー教徒以外では初めてとなる首相に就任する。清廉で質素な生活を送り人格者として知られるシンは好意的に受け止められ、高支持率でスタートを切った。
2008年、閣外協力をしていたインド共産党マルクス主義派中心の左翼戦線がアメリカ合衆国との米印原子力協力（後述）に反発して政権を離脱した上に、連邦議会下院でシンの信任投票が行われる事態になる。しかし7月22日に行われた投票で過半数の信任を得たため、引き続き首相を務めた。
2009年の総選挙において国民会議派中心の政党連合である統一進歩同盟が勝利したため、シンは同選挙後も首相を続投することになり、第二次政権をスタートさせた。下院の任期満了後に選挙を経て続投する首相は初代のジャワハルラール・ネルー以来2人目となる。
2014年1月、シンは首相続投を否定し、今期限りでの退任を表明。同年5月の総選挙直後に退任した。総選挙では野党のインド人民党が大勝し、国民会議派は下野。これに伴い、シンの後任の首相にはインド人民党のナレンドラ・モディが就任した。

### 内政
シン政権ではインドの高度経済成長が継続しており、2005年、2006年、2007年の実質経済成長率はいずれも9%台の高い水準に達している。基本的にはラーオ政権のときに自らが大蔵大臣として進めた経済改革路線を継続し、経済の自由化を推進している（ただし第一次政権においては、連立政権のパートナーだった左派勢力からの反対により改革はあまり進展しなかった）。また、経済成長に取り残された貧困層の間で台頭してテロ活動を行っていたインド共産党毛沢東主義派（ナクサライト）を「インド国内の安全保障上最大の問題」と位置づけ、テロ対策と貧困対策に力を注ぎ、地方の日雇い労働者に対する賃金補償や農民に対する債務免除などの政策を実行し、2008年のイスラーム過激派によるムンバイ同時多発テロ事件を受けて国家捜査局の設置なども推し進め、翌年2009年にインド固有識別番号庁（UIDAI）を創設してアドハーシステムの整備を決定した。

### 外交

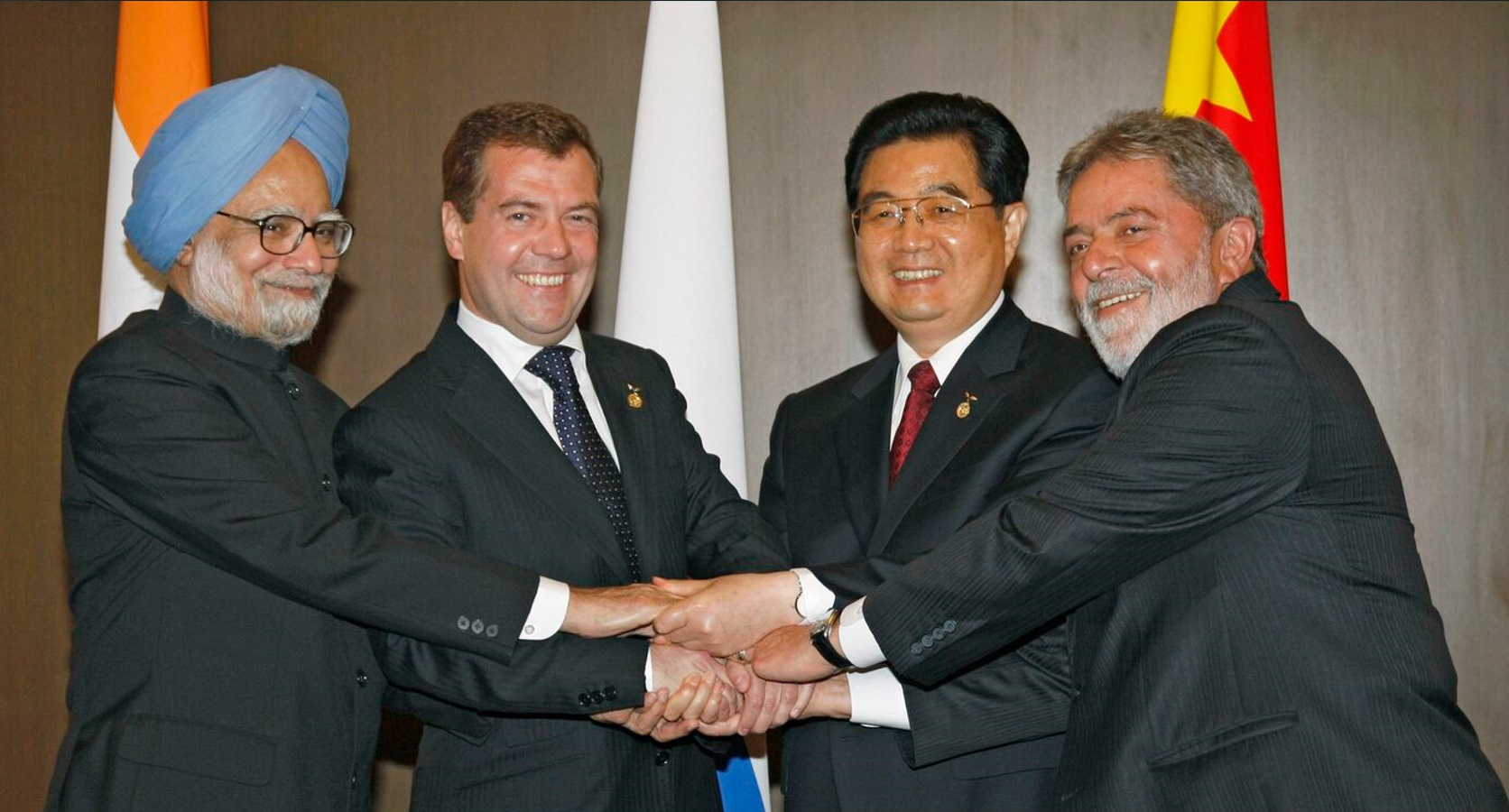
2008年、ロシア連邦大統領のドミートリー・メドヴェージェフ、中華人民共和国主席の胡錦濤、ブラジル連邦共和国大統領のルイス・イナシオ・ルーラ・ダ・シルヴァと

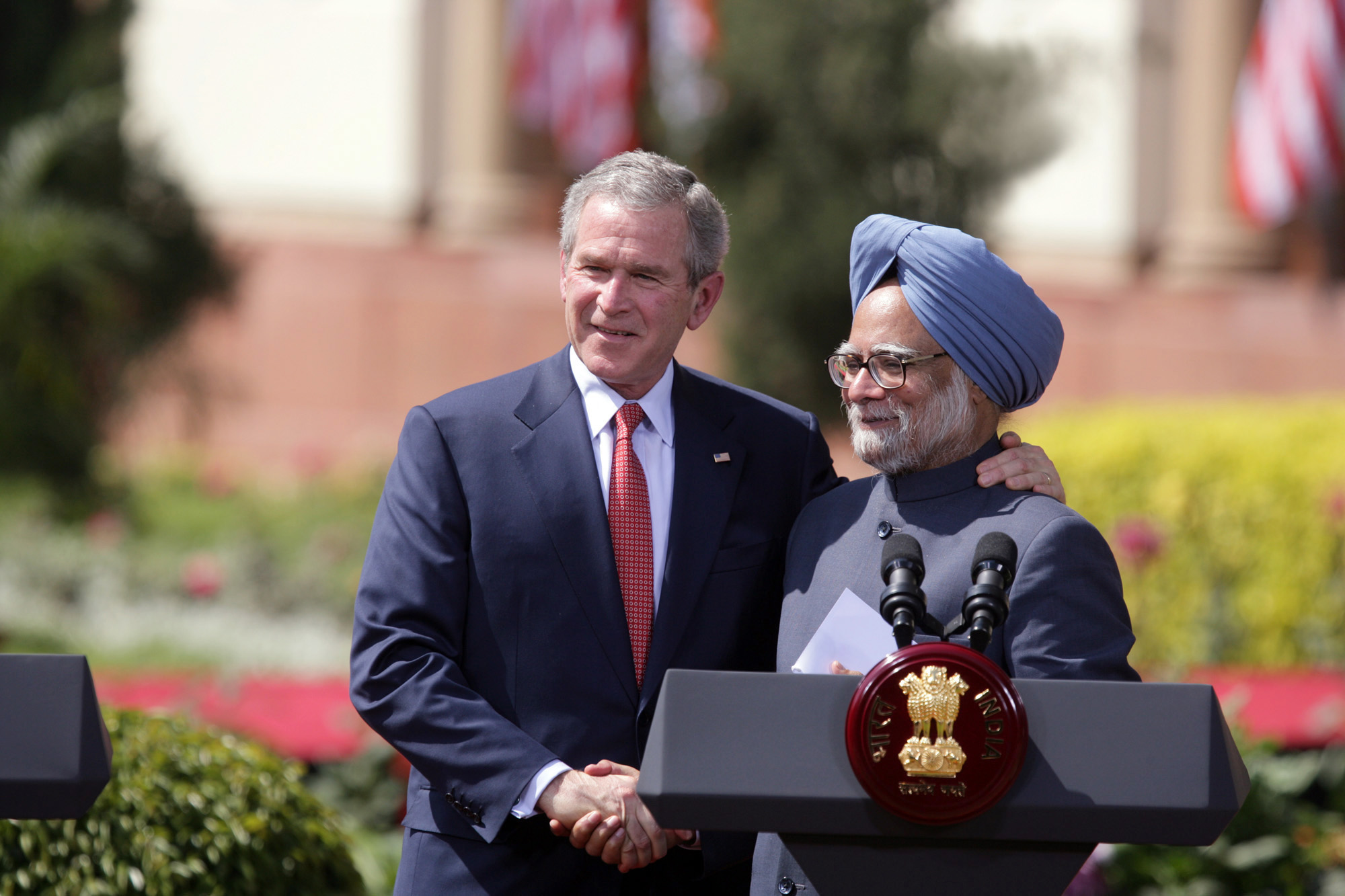
2006年、アメリカ合衆国大統領（当時）のジョージ・W・ブッシュと

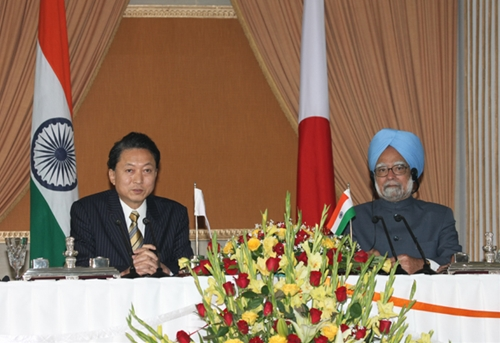
2009年、内閣総理大臣（当時）の鳩山由紀夫と

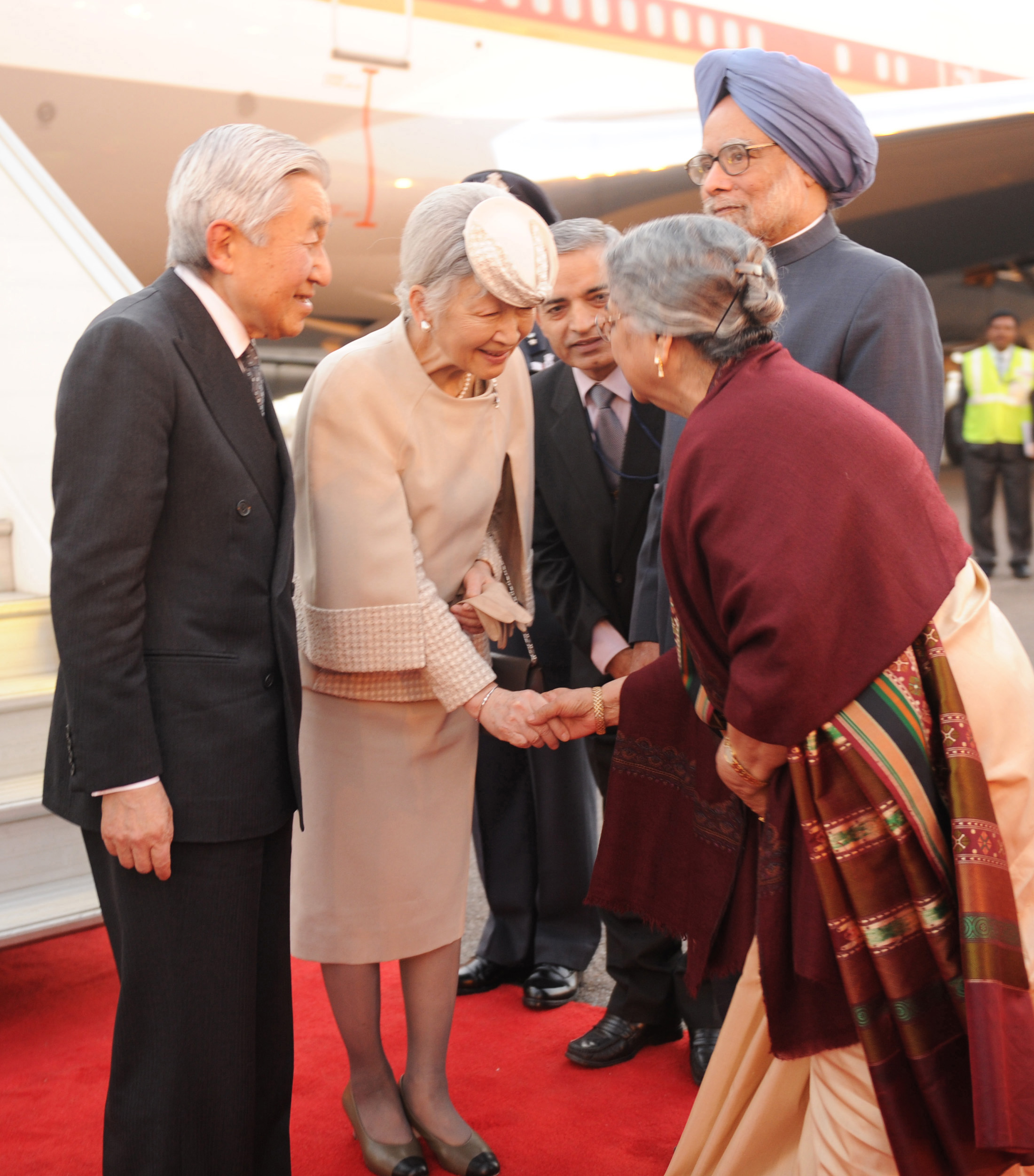
訪印した天皇、美智子皇后を出迎えるマンモハン・シンとグルシャラン夫人（2013年11月）

国境などを巡って対立が続く中華人民共和国やパキスタンとは、前首相であるアタル・ビハーリー・ヴァージペーイーの対話路線を継続している。中国とはヴァージペーイーが示した戦略的パートナー関係の構築を目指し、首脳同士の交流も盛んに行っている。2005年にはパキスタンとともに中国が主導する上海協力機構にオブザーバー加盟し、同年に国務院総理の温家宝、2007年には国家主席の胡錦濤がそれぞれインドを訪問し、2008年には逆にシンが中国を訪問し、同じBRICSとして積極的な経済交流も行って中国はインド第2の貿易相手国となった。また、パキスタンとは2004年2月から開始された「複合的対話」を継続し関係正常化を目指している。しかし、2008年のムンバイ同時多発テロが発生した後、シンはパキスタンがテロに関与していると不信感を示し、パキスタンによるテロ対策が関係改善の条件だと発言 するなど、関係正常化には至っていない。
アメリカ合衆国とは関係強化を図っており、2007年7月に米印原子力協力を妥結している。2005年7月に訪米した際にアメリカ合衆国大統領（当時）のジョージ・W・ブッシュとの共同声明でこの取り決めを発表し、翌2006年にブッシュが訪印した時に合意した。この取り決めは2008年8月に国際原子力機関（IAEA）理事会によって承認されたが、前述のように、承認に至るまでシンは連立与党内の反発を受けることになった。
日本とも関係強化を目指しており、2006年12月中旬の来日の際に衆議院で演説を行い、今回の訪日がパートナーシップ構想を具体化するためであると言明した。また、この演説では「戦後、パール判事の下した信念に基づく判断は、今日に至っても日本で記憶されています」とも語り、8世紀に来日したインドの僧侶ボディセナ（菩提僊那）の時代から現代に至るまでのインドと日本両国の関係に触れている。この訪問は、日本とインドの首相が相互訪問を行うきっかけとなった。
さらに2008年10月の来日では、内閣総理大臣（当時）の麻生太郎との共同声明においてパートナーシップ構想の再確認を行い、安全保障協力についての共同宣言を発表した。2009年12月に内閣総理大臣（当時）の鳩山由紀夫が訪印した際には、安全保障協力を促進するための行動計画を策定した。日米との関係強化により、日米豪印戦略対話が設置された。

## 死去
2024年12月26日、自宅で意識を失った。すぐに蘇生措置が施され、夜8時ごろにニューデリーの病院に搬送されたが、治療中に死去した。92歳没。28日にニューデリーで国葬が執り行われた。

## 家族
グルシャラン・カウル夫人とは1958年に結婚し、3人の娘をもうけている。長女のウピンダルは歴史学者であり、デリー大学で教鞭を取っている。次女のダマンは作家であり、The Last Frontier: People and Forests in Mizoram やNine by Nine といった作品を残している。三女のアムリットはアメリカ自由人権協会の弁護士を務めている。